# 재능넷
재능넷은 대한민국의 재능마켓 플랫폼이다. 다양한 재능을 거래하는 오픈마켓 사이트로 디자인, 번역/외국어, 문서작성, 마케팅/비즈니스, 음악/영상, 프로그램개발, 생활서비스의등의 재능들을 거래할 수 있다. 2013년 1월에 인천의 강정수가 CEOALBA라는 이름으로 사이트를 설립하여 이후 재능넷으로 변경되었다.

## 주요 서비스

### 재능인 인증서
- 재능넷에서 활동하는 판매자에게 발급되는 인증서[2]